# نمدار معمولی
نمدار معمولی (نام علمی: Tilia ×europaea) نام یک گونه از سرده نمدار است. یک دورگه است که پیوند نمدار برگ‌ریز و نمدار برگ‌درشت به وجود آمده است.